# Stereopsis
Stereopsis (från stereo- "fast kropp" eller "tredimensionell", och opsis som betyder vy eller syn) är den process inom visual perception som skapar ett djupseende utifrån de två olika vyer som projiceras på näthinnan i ett mänskligt ögonpar och som skiljer sig lite från varandra. Skillnaden mellan de två näthinnebilderna kallas ”horisontell skillnad”, ”retinal disparitet”, eller binokulär disparitet. Skillnaderna uppstår på grund av ögonens olika placering i huvudet. Stereopsis brukar allmänt refereras till som djupseende. Detta är inte helt korrekt, eftersom djupseende beror på många fler monokulära faktorer än stereoskopiska, och individer med bara ett fungerande öga har en hyfsat bra, främst erfarenhetsmässig, förmåga till uppfattning om djup utom i konstruerade fall (som stereoskopiska bilder), där förmågan till stereoseende gör att föremålet kan urskiljas ur de båda tvådimensionella bilderna.

## Historia
Stereopsis beskrev första gången av Charles Wheatstone 1838. ”… medvetandet uppfattar ett objekt i tre dimensioner via två olika bilder som projiceras på de två näthinnorna ...”. Han insåg att eftersom varje öga ser den visuella världen från en lite annorlunda horisontell position, så avviker bilderna i de två ögonen lite från varandra. Föremål på olika avstånd från ögonen ger bilder i de två ögonen som skiljer sig åt i den horisontella positionen, vilket ger en ”horisontell skillnad”, också känd som "retinal disparitet" och binokulär disparitet. Wheatstone visade att detta var ett effektivt sätt att ge djupverkan genom att skapa illusionen om djup i platta bilder som skilde sig åt endast i den horisontella positionen. För att visa bilderna för de två ögonen separat, uppfann Wheatstone stereoskopet.
Leonardo da Vinci hade också insett att föremål som befann sig på olika avstånd från ögonen gav bilder som avvek i sin horisontella position, men han hade bara dragit slutsatsen att detta gjorde det omöjligt för en målare att ge en realistisk avbildning av djupet i ett landskap i en enda kanvasduk. Leonardo valde som sitt närliggande objekt en pelare med cirkulärt tvärsnitt och för det avlägsna föremålet en platt vägg. Hade han valt något annat närliggande objekt, hade han kunnat upptäcka den horisontella dispariteten. Hans pelare var ett av de få föremål som skapar en identisk bild av sig självt i de båda ögonen.
Stereopsis blev populärt under Viktoriansk tid genom uppfinningen av prismastereoskopet av David Brewster. Detta, i kombination med fotografin, betydde att tiotusentals stereogram kom att produceras.